# Santoro Finance
Santoro Finance é uma holding angolana com sede em Lisboa.
Iniciou as suas atividades financeiras em 22 de dezembro de 2008 e foi fundada pela empresária angolana Isabel dos Santos, filha do presidente José Eduardo dos Santos. O atual presidente da empresa situada na Avenida da Liberdade é Mário Filipe Moreira Leite da Silva.